# Puiatu
Puiatu är en ort i Estland. Den ligger i Pärsti kommun och landskapet Viljandimaa, i den södra delen av landet, 130 km söder om huvudstaden Tallinn. Puiatu ligger 69 meter över havet och antalet invånare är 291.
Terrängen runt Puiatu är platt, och sluttar västerut. Runt Puiatu är det glesbefolkat, med 18 invånare per kvadratkilometer. Närmaste större samhälle är Viljandi, 9,9 km öster om Puiatu. Omgivningarna runt Puiatu är en mosaik av jordbruksmark och naturlig växtlighet.